# KSC 로케런
K.S.C. 로케런 (Koninklijke Sporting Club Lokeren Oost-Vlaanderen (네덜란드어 발음: [ˈkoːnɪŋkləkə ˈspɔrtɪŋ ˌklɵp ˈloːkərə(n) ˌoːstˈflaːndərə(n)];)은 1926년에 설립되었던 오스트플란데런주 로케런의 축구 클럽이였으며 2020년 4월에 구단이 파산하며 잠정 해체되었다.
며칠 후, 구단은 구단이 전체적으로 해체하지 않으며 KSV 템세와 부분적으로 합병해서 KSC 로케런-템세란 이름으로 벨기에 4부 리그인 디비전 2에서 시작한다고 밝혔다.

## 역사
- 1923년: Racing Club Lokeren이라는 이름으로 창단.
- 1951년: Koninklijke Racing Club Lokeren으로 명칭 변경.
- 1970년: 클럽의 재정 문제로 인해 같은 연고지를 쓰고 있던 다른 클럽을 합병하여 Koninklijke Standaard F.C. Lokeren으로 명칭 변경.
- 2000년: K. Sint-Niklase S.K.E.과 Koninklijke Sporting Club Lokeren이 합병됨.
- 2003년: K.S.C. Lokeren Oost-Vlaanderen으로 명칭 변경.

## 성적
- 벨기에 1부 리그
  - 준우승 (1회) : 1980-81

- 벨기에 2부 리그
  - 우승 (1회) : 1995-96

- 벨기에 컵
  - 우승 (2회) : 2011-12, 2012-13
  - 준우승 (1회) : 1980-81

- 벨기에 슈퍼컵
  - 우승 (2회) : 2012, 2014

## 역대 감독
| 감독                | 임기        |
| ------------------- | ----------- |
| 라디슬라프 노바크   | 1974 ~ 1977 |
| 로베르 와세주       | 1981 ~ 1983 |
| 빔 얀선             | 1987 ~ 1988 |
| 조르주 레이컨스     | 1999 ~ 2001 |
| 조르주 레이컨스     | 2007 ~ 2009 |
| 알렉산다르 얀코비치 | 2009        |
| 조르주 레이컨스     | 2015 ~ 2016 |